# Popillia brancuccii
Popillia brancuccii (лат.) — вид жуков семейства пластинчатоусые (Scarabaeidae). Эндемик Бутана (обнаружен на высотах 1800—2500 м). Длина 8,2—9,7 мм, ширина — 5 мм. Голова, переднеспинка, щиток груди и ноги — зеленовато-блестящие, надкрылья тёмно-коричневые с металлическим зеленым блеском; брюшко чёрное. Переднеспинка морщинистая и опушенная, щитик с двумя участками щетинок у основания, надкрылья с ямкой в нижней трети. Голова и переднеспинка с белым опушением; щиток с редкими отстоящими волосками. Передние голени двузубчатые по внешнему краю. Существенно отличается от сходных представителей рода Popillia (например, Popillia minuta Hope) по строению гениталий (в том числе, эдеагуса) и пронотума.
Вид был впервые описан в 1993 году итальянским энтомологом Гвидо Сабатинелли (итал. Guido Sabatinelli, Рим) и назван в честь швейцарского зоолога М. Бранкуччи (Michel Brancucci, Naturhistorisches Museum, Базель), предоставившего материал для исследования.